# Soft Shoes

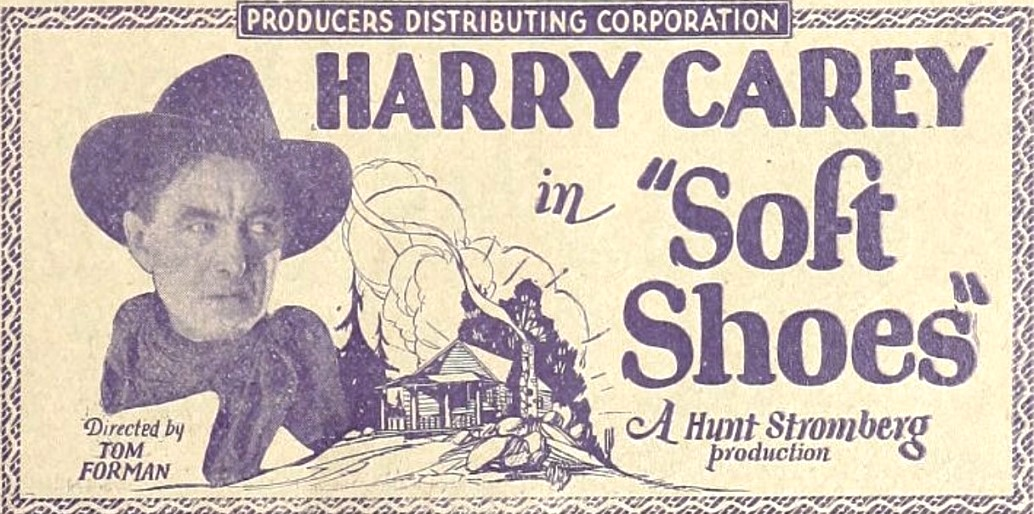
Illustration de Soft Shoes

Soft Shoes est un film muet américain réalisé par Lloyd Ingraham et sorti en 1925.

## Fiche technique
- Réalisation : Lloyd Ingraham
- Scénario : Harvey Gates, Hunt Stromberg, Harry Carey, d'après son histoire
- Chef opérateur : Sol Polito
- Montage : Harry L. Decker
- Direction artistique : Edward Withers
- Durée : 60 minutes
- Date de sortie :
  - États-Unis : 1er janvier 1925

## Distribution
- Harry Carey : Pat Halahan
- Lillian Rich : Faith O'Day
- Paul Weigel : Dummy O'Day
- Stanton Heck : Bradley
- Francis Ford : Quid Mundy
- James Quinn : Majel
- Sôjin : Yet Tzu
- Majel Coleman : Mabel Packer
- John Steppling : Markham
- Harriet Hammond : Mrs. Bradley